# Reino de Tasifeto
Tasifeto foi um dos reino de tétumeses mais antigos e importantes na parte norte da Belu. Também conhecido como Reino Fialaran ou Reino Fehalaran. O fundador do Reino Tasifeto foi Dasi Feha Mauk (ancestral do povo Belu), cujo nome descreve a sua personalidade como "uma pessoa de coração aberto e sábia". O Reino de Tasifeto é também conhecido por um nome mais sagrado, nomeadamente Manuaman Lakaan, que significa "Galo do Topo do Monte Lakaan", local de onde vieram os primeiros antepassados do povo Belu e do povo timorense em geral. A língua tradicional do Reino de Tasifeto é a língua tétum, uma língua também falada no Reino de Tasimane (Belu do Sul) e em Timor-Leste.